# 2229 Mezzarco
2229 Mezzarco је астероид главног астероидног појаса чија средња удаљеност од Сунца износи 2,691 астрономских јединица (АЈ).
Апсолутна магнитуда астероида је 13,1.